# Тейлър Момсън
Тейлър Мишел Момсън (родена на 26 юли 1993 г.) е американска певица, автор на песни, модел и бивша актриса. Тя е част от групата Прити Реклес и изпълнява ролята на Джени Хъмфри в сериала „Клюкарката“ на телевизия CW.

## Ранен живот и кариера
Тейлър Момсън е родена на 26 юли 1993 г. в Сейнт Луис, щата Мисури. Родителите ѝ са Майкъл и Колет Момсън. Има по-малка сестра, Слоун, която също е актриса. На 3-годишна възраст Момсън е участва в реклама на Shake 'N' Bake, а през 2000 г. във филма How the Grinch Stole Christmas.
Кариерата ѝ претърпява застой от около 3 години, след което Тейлър получава роля в сериала Misconceptions, но той така и не се излъчва. През 2006 г. участва в Saving Shiloh, а през 2007 г. изиграва ролята на Моли във филма на Уолт Дисни Underdog. През 2008 г. взема участие в Paranoid Park с ролята на Дженифър. От 2007 г. Момсън изпълнява ролята на Джени Хъмфри в сериала „Клюкарката“ на телевизия CW. Тейлър се е явила на прослушването за главната роля в Хана Монтана, като стига до първите три, но ролята получава Майли Сайръс.

## Работа като модел
През 2008 г. на 14 години, Момсън става модел в агенцията IMG.
През 2010 г., след седмици в предположения, Тейлър е обявена за лице на модната линия на Мадона Material girl. Малко след това е обявена за модел на новия женски аромат на Джон Галиано.
Тейлър е рекламно лице на колекцията чанти на Samantha Thavasa. Снима се в много фотосесии и реклами на марката.

## Музика
Тейлър Момсън заявява, че музиката е място, където може да бъде себе си. Самата тя казва:
| „ | Актьорството е лесно. Правя го от отдавна и наистина ми харесва. Но вместо да бъде себе си, човек играе роля. Музиката е много по-лична, защото човек я пише сам и е включен във всяка една стъпка от нея. | “ |

Седемгодишна, Тейлър записва песента „Christmas, Why Can't I Find You?“ за саундтрака на How the Grinch Stole Christmas.
През март 2009, Момсън отбелязва в интервю за списание OK!, че групата ѝ The Pretty Reckless е подписала договор със звукозаписната компания Interscope records. Тя пее, свири на китара и пише песните на групата заедно с китариста Бен Филипс. Първото ѝ турне с The Pretty Reckless е като подгряваща група на „The Veronicas“ по време на турнето им "Revenge is Sweeter“ през пролетта на 2009.
Дебютният албум на групата, озаглавен Light Me Up, излиза на 30 август 2010 в Обединеното кралство. Първият сингъл „Make Me Wanna Die“, издаден на 30 май 2010 достига 16-о място в класациите, а вторият Miss Nothing – 39-о. Третият им сингъл е озаглавен „Just Tonight“.
Heidi Montag записва сингъла Blackout, песен написана от Тейлър Момсън. Тя заявява, че е написала песента, когато е била на 8 години и я записва като демо.
През 2011 г. групата подгрява три концерта от турнето на „Guns N' Roses“ – Chinese Democracy Tour.
На 27 юли 2011 г. Момсън обявява, че групата ще подгрява концертите на „Еванесънс“ през есента на 2011 г. През 2012 г. The Pretty Reckless тръгват на турне из Северна Америка.
През 2012 г. излиза саундтрака към филма на Тим Бъртън „Frankenweenie“. В него е включена и песен на групата The Pretty Reckless, озаглавена Only You.
Второто им турне, носещо името Medicine Tour, започва през месец март 2012 г. В същото време те са и подгряваща група за някои от концертите от световното турне на Мерилин Менсън – Hey Cruel World… Tour. Момсън участва и като гост изпълнител в първия сингъл, озаглавен „Victory“, на бившия вокалист на група „Ministry“ – Paul Barker.
На 11 декември 2012 г. групата издават четвъртия им официален сингъл „Kill Me“, вкючен в саундтрака на последния епизод на „Клюкарката“.
Момсън споменава, че музикалният ѝ стил е повлиян от Кърт Кобейн, Крис Корнел, „Бийтълс“, „Лед Цепелин“, „Ху“, „Пинк Флойд“, „Ей Си/Ди Си“, Мерилин Менсън, „Оейсис“.
Вторият албум на The Pretty Reckless излиза на 18 март 2014 г. и е озаглавен Going To Hell. Албумът достига номер 5 в САЩ и води до рекорд – групата става първата банда с жена вокалист, чийто първи два сингъла от албума достигат номер 1 в рок класациите: Heaven Knows през март 2014 и Fucked Up World – през септември. Бандата тръгва на турне в края на 2013 г. През 2014 г. The Pretty Reckless подгряват концертите от турнето Save Rock n Roll Tour на Фол Аут Бой.
Третият албум на групата излиза на 21 октомври 2016 г. и е озаглавен Who You Selling For.

## Филмография
- 1999 – The Prophet's Game (Honey Bee Swan)
- 2000 – Гринч (Cindy Lou Who)
- 2002 – We Were Soldiers (Julie Moore)
- 2002 – Hansel & Gretel (Gretel)
- 2002 – Spy Kids 2: The Island of Lost Dreams (Alexandra)
- 2006 – Saving Shiloh (Samantha Wallace)
- 2007 – Paranoid Park (Jennifer)
- 2007 – Underdog (Molly)
- 2007 – 2010; 2012 – Gossip Girl (Jenny Humphrey)
- 2008 – Spy School (Madison Kramer)